# Alamo Heights, Texas
Alamo Heights là một thành phố thuộc quận Bexar, tiểu bang Texas, Hoa Kỳ. Năm 2010, dân số của xã này là 7031 người.

## Dân số
- Dân số năm 2000: 7319 người.
- Dân số năm 2010: 7031 người.